# Institut du bâtiment et des travaux publics de Kisangani
L'Institut du Bâtiment et des Travaux Publics de Kisangani (IBTP-KIS) est un établissement public d'enseignement supérieur situé dans la ville de Kisangani, en république démocratique du Congo (RDC). Il est l'une des institutions de référence dans le domaine de la formation en génie civil, architecture, urbanisme, et autres spécialités liées au secteur des infrastructures et des travaux publics en RDC.

## Historique
L'IBTP Kisangani a été créé en 1993, dans le cadre d'une politique nationale visant à renforcer les capacités techniques et professionnelles dans les secteurs stratégiques pour le développement du pays, notamment les infrastructures. Son objectif principal est de former des cadres compétents capables de contribuer efficacement à la reconstruction et au développement des infrastructures en RDC,.
L'établissement a vu le jour au XXe siècle, dans un contexte marqué par le besoin croissant de main-d'œuvre qualifiée dans le domaine des travaux publics, en particulier dans une région comme Kisangani, qui joue un rôle clé en tant que carrefour économique et logistique du pays.

## Missions
L'IBTP Kisangani poursuit plusieurs missions fondamentales :
1. Formation professionnelle et académique[3],[4],[5] : L'institut dispense des formations en génie civil, bâtiment, architecture, topographie, urbanisme et en gestion des infrastructures.
2. Recherche scientifique : Encourager et promouvoir la recherche appliquée dans les domaines du bâtiment et des travaux publics.
3. Contribution au développement local et national : Fournir des compétences techniques pour répondre aux défis du développement infrastructurel de la RDC

## Organisation académique
L'IBTP Kisangani propose des formations aux niveaux baccalauréat (licence) et graduat, dans les domaines suivants, :
- Génie civil ;
- Architecture[8] ;
- Urbanisme et aménagement du territoire ;
- Topographie et géomatique ;
- Gestion des projets d'infrastructures.

Ces filières sont conçues pour répondre aux besoins du marché du travail en RDC et dans la sous-région de l'Afrique centrale.

## Infrastructures et équipements
L'IBTP Kisangani dispose d'un campus comprenant, :
- Des salles de cours équipées pour l'enseignement théorique ;
- Des laboratoires de matériaux, de topographie, et de mécanique des sols pour les travaux pratiques ;
- Une bibliothèque fournissant des ressources spécialisées pour les étudiants et les chercheurs ;
- Des ateliers techniques pour des travaux pratiques en construction et fabrication.

## Partenariats
L'IBTP Kisangani collabore avec plusieurs institutions nationales et internationales, notamment des universités, des entreprises de construction, et des organisations spécialisées dans le domaine des infrastructures. Ces partenariats permettent des échanges académiques, des stages pour les étudiants, et des opportunités de recherche collaborative,,.

## Rôle dans le développement
L'IBTP Kisangani joue un rôle crucial dans la formation des professionnels indispensables pour relever les défis infrastructurels du pays, tels que la réhabilitation des routes, la construction de bâtiments publics et privés, ainsi que l’aménagement des zones urbaines et rurales.